# Geografia Mali

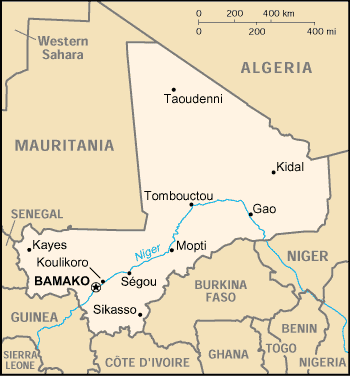
Mapa Mali

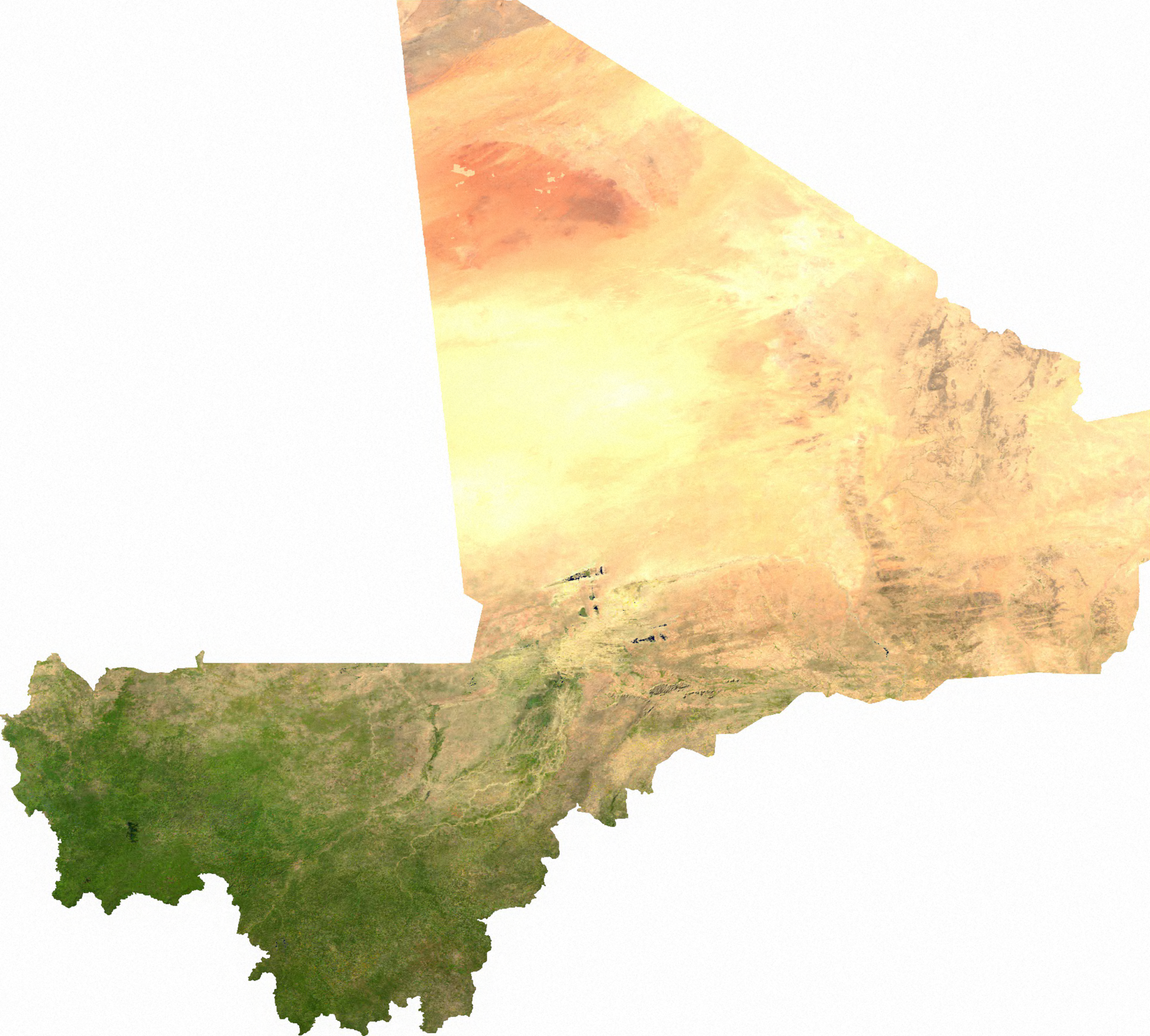
Satelitarne zdjęcie Mali

Geografia Mali – dziedzina nauki zajmująca się badaniem Mali pod względem geograficznym.
Mali jest największym państwem Afryki Zachodniej, położonym na styku Sahary i Sahelu, bez dostępu do morza. 75% jego powierzchni zajmuje Sahara. Nazwa kraju pochodzi od przedkolonialnego Imperium Mali, które powstało w XIII wieku; w czasie największego rozkwitu, sięgało aż po Atlantyk. Od XIX w. pod kontrolą francuską – obszar państwa wchodził w skład Francuskiej Afryki Zachodniej. Kraj uzyskał niepodległość w 1960 roku.

## Położenie
Mali jest największym państwem Afryki Zachodniej – jego powierzchnia wynosi 1 240 192 km² . Nie ma dostępu do morza . Graniczy z następującymi państwami (zgodnie z ruchem wskazówek zegara) : od północy z Algierią (granica ma długość 1359 km), od wschodu z Nigrem (838 km) i Burkina Faso (1325 km), od południa z Wybrzeżem Kości Słoniowej (599 km) i Gwineą (1062 km), od zachodu z Senegalem (489 km) i Mauretanią (2236 km) .
Skrajne punkty - północny 25°43'N, południowy 10°08'N, zachodni 12°W, wschodni 4°15'E. Mali składa się z dwóch części - dużej północnej i małej południowej, która jest wysunięta w kierunku zachodnim. Rozciągłość południkowa wynosi 1630 km, a równoleżnikowa 1 760 km. Obie części kraju łączą się w miejscu o szerokości 280 km w okolicach miasta Dżenne nad rzeką Bani.

## Geografia polityczna
Nazwa kraju pochodzi od przedkolonialnego Imperium Mali, które powstało w XIII wieku; w czasie największego rozkwitu, sięgało aż po Atlantyk. Od XIX w. pod kontrolą francuską – obszar państwa wchodził w skład Francuskiej Afryki Zachodniej. Kraj uzyskał niepodległość 22 września 1960 roku.

### Podział administracyjny
Mali podzielone jest na 10 regionów a stolica – Bamako – ma rangę odrębnej jednostki administracyjnej . Regiony Ménaka i Taoudenni zostały ustanowione prawnie w 2016 roku, jednak ich ustanowienie de facto nie zostało potwierdzone . Regiony dzielą się na okręgi (cercles), które podzielone są na arrondissements .
| Lp  | Region           |
| --- | ---------------- |
| 1.  | Region Kayes     |
| 2.  | Region Koulikoro |
| 3.  | Region Sikasso   |
| 4.  | Region Ségou     |
| 5.  | Region Mopti     |
| 6.  | Region Timbuktu  |
| 7.  | Region Gao       |
| 8.  | Region Kidal     |
| 9.  | Region Taoudenni |
| 10. | Region Ménaka    |

## Budowa geologiczna

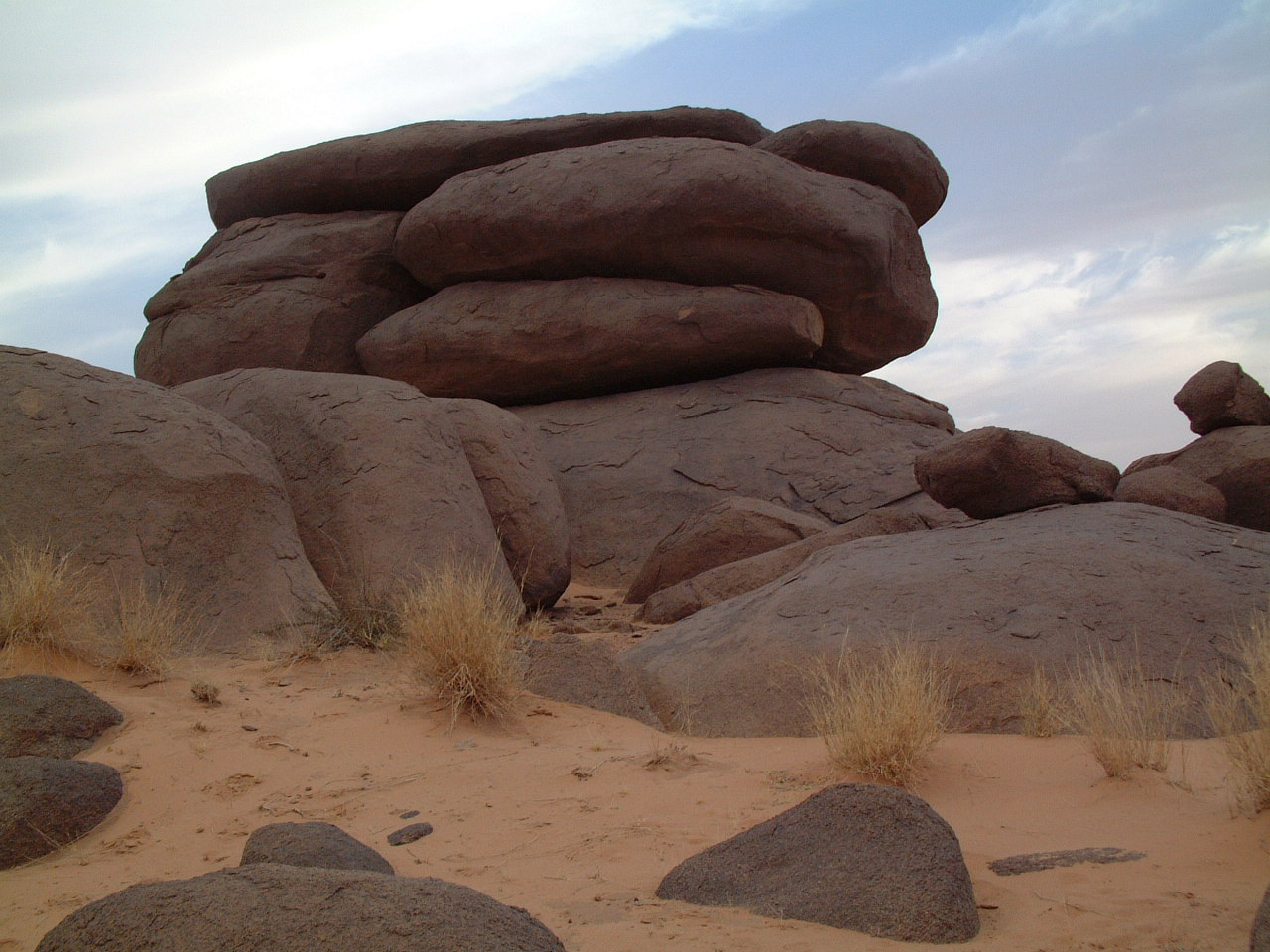
Skała w masywie Adrar des Iforas

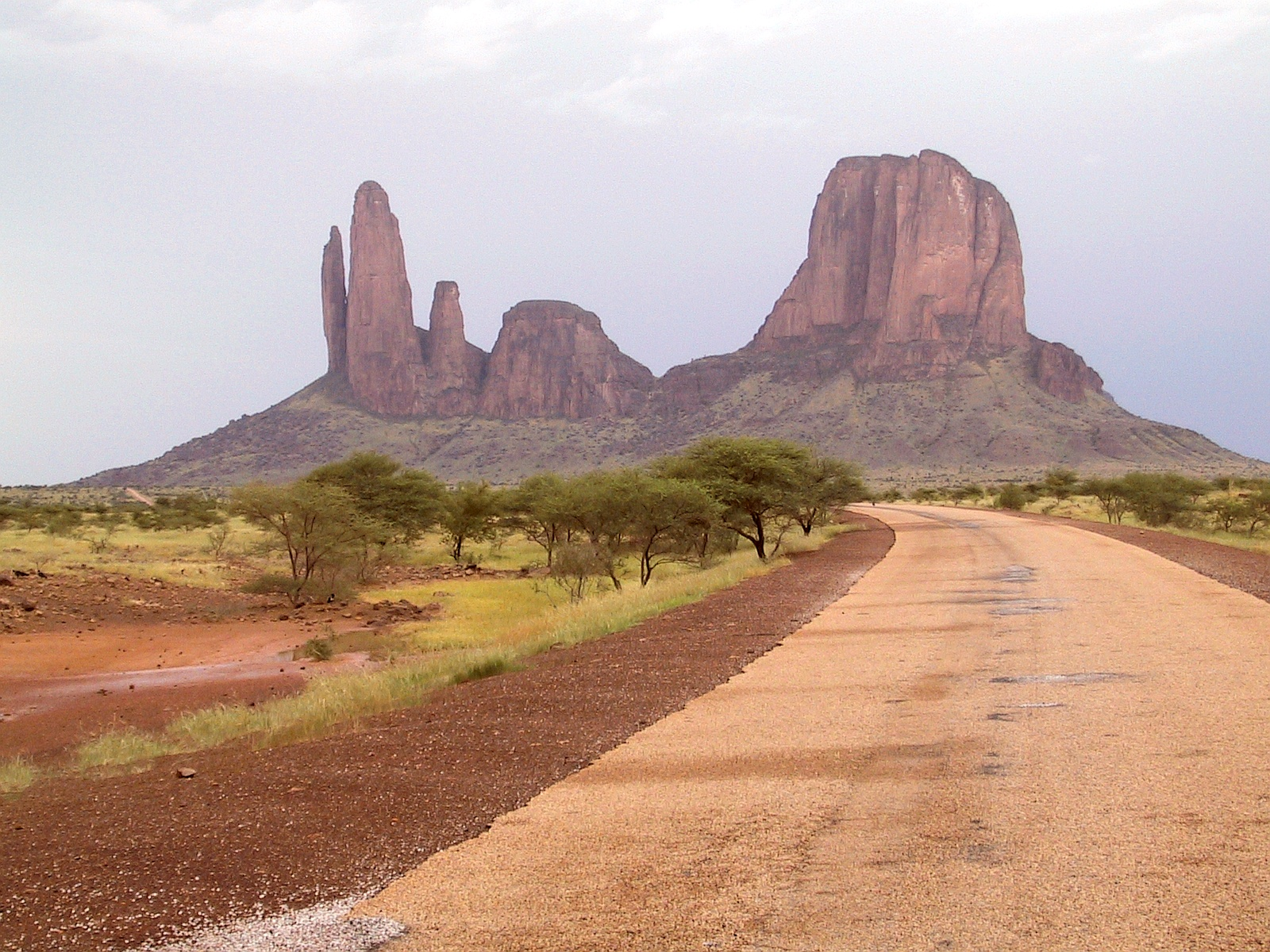
Stoliwo nazywane „ręką Fatimy”

Terytorium Mali leży na starym cokole zbudowanym z granitów i skał metamorficznych. Wierzchnią warstwę skał stanowią w większości skały osadowe, w skład których wchodzą piaskowce pochodzące z czasów prekambryjskich po okres trzeciorzędu. Większość piaskowców pochodzi z paleozoiku. Miejscami występują także skały granitowe i kwarcytowe. 75% powierzchni kraju zajmuje Sahara – na północy, północnym zachodzie i wschodzie występują pustynie piaszczyste .

## Rzeźba terenu
Mali charakteryzuje się płaską i monotonną rzeźbą terenu . Większość jego powierzchni stanowią wyżynne równiny o średniej wysokości 200–500 m n.p.m.  i płaskowyże. Równiny te są w niewielkim stopniu urozmaicone górami wyspowymi.
Wschód jest płaski z wyjątkiem Falaise de Bandiagara i ciągnącego się przez 240 km pasa klifów dochodzących do 356 m n.p.m. Na północnym wschodzie leży krystaliczny masyw Adrar des Iforas dochodzący do 890 m n.p.m. , który jest częścią Ahaggaru. Najwyższy szczyt kraju Hombori Tondo wznosi się na wysokość 1155 m n.p.m.  i leży w niewielkim masywie Hombori na wschód od wewnętrznej delty Nigru. Charakterystyczną formą dla Hombori są stoliwa wznoszące się na wysokość ponad 900 m n.p.m.
Środkową część kraju tworzy Kotlina Środkowego Nigru, będąca zarazem aluwialną doliną rzeki Niger .
Południe kraju jest pagórkowate z wzniesieniami ciągnącymi się od Futa Dżalon w Gwinei. Na południowym zachodzie leży wyżyna Manding z wzniesieniami dochodzącymi do 600 m n.p.m.  Zbudowana z piaskowców uległa erozji. Na północnym zachodzie rozciąga się rozległa niecka Al-Dżauf .

## Klimat
Mali posiada wyraźny, strefowy układ zmieniających się z południa na północ warunków klimatycznych. W kraju występują dwie strefy klimatyczne: klimat zwrotnikowy na północy, wybitnie suchy i podrównikowy na południu, suchy a na samym południu wilgotny . W okresie od lutego do listopada wieje od Sahary silny wiatr – harmattan.
Klimat podrównikowy wilgotny występuje na południowych krańcach Mali, gdzie roczne opady sięgają 1400 mm  . Występuje tam jedna pora deszczowa, która trwa od maja do października . Temperatury są wysokie, a ich wahania w ciągu roku niewielkie. Średnia roczna wynosi 27 °C, w najcieplejszym miesiącu kwietniu to około 31–33 °C , a w najzimniejszym miesiącu styczniu – 25 °C.
| Miesiąc                                | Sty  | Lut  | Mar  | Kwi  | Maj  | Cze  | Lip  | Sie  | Wrz  | Paź  | Lis  | Gru  | Roczna |
| -------------------------------------- | ---- | ---- | ---- | ---- | ---- | ---- | ---- | ---- | ---- | ---- | ---- | ---- | ------ |
| Rekordy maksymalnej temperatury [°C]   | 32.7 | 35.9 | 37.9 | 38.7 | 37.8 | 34.8 | 31.6 | 30.8 | 31.9 | 34.4 | 34.7 | 32.5 | 34,5   |
| Rekordy minimalnej temperatury [°C]    | 17.3 | 20.0 | 23.1 | 25.2 | 25.3 | 23.4 | 22.0 | 21.6 | 21.6 | 21.5 | 19.2 | 17.4 | 21,5   |
| Opady [mm]                             | 0    | 0    | 2    | 25   | 46   | 121  | 218  | 234  | 165  | 65   | 2    | 0    | 878    |
| Źródło: wetterkontor.de 23 lutego 2020 |      |      |      |      |      |      |      |      |      |      |      |      |        |

Dalej na północy, w południowej części wewnętrznej delty Nigru, klimat staje się suchy, a pora deszczowa skraca się do trzech letnich miesięcy. Pierw pojawiają się dwie kilkutygodniowe pory deszczowe w okresie czerwiec – sierpień, a w rejonie Timbuktu już tylko jedna pora w lipcu i sierpniu, która trwa maksymalnie jeden miesiąc. Roczne opady wynoszą 1 000 mm w Bamako, około 800 w rejonie miasta Ségou, leżącego nad Nigrem. W rejonie Timbuktu, gdzie klimat podrównikowy, przechodzi w suchy zwrotnikowy; rocznie spada tylko 200 mm. Samo Timbuktu leży na skraju Sahary, a deszcze (o charakterze epizodycznym) padają tam nieregularnie w bardzo krótkim okresie jednego miesiąca.
Zwrotnikowy klimat, który ma suchą, a dalej na północy wybitnie suchą odmianę, zaczyna się w rejonie Timbuktu, a nawet w niektórych miejscach 2–3° na południe. W tym rejonie opady są bardzo niskie, maksymalnie do 200 mm na górnym łuku Nigru. Na północ od łuku Nigru, opady się zmniejszają. Północna część kraju cechuje się bezdeszczowymi okresami, trwającymi nawet kilka lat. Temperatury są bardzo wysokie. Latem średnie temperatury dochodzą do 40 °C, a maksymalne nawet 52 °C. Zimą zaś tylko 18–20 °C. Noce są zimne, ze spadkami do 0 °C.
Obszary należące do klimatu podrównikowego suchego, są często nawiedzane przez susze, które stanowią ogromny problem, dodając fakt, że kraj ten należy do najuboższych na świecie.

## Wody

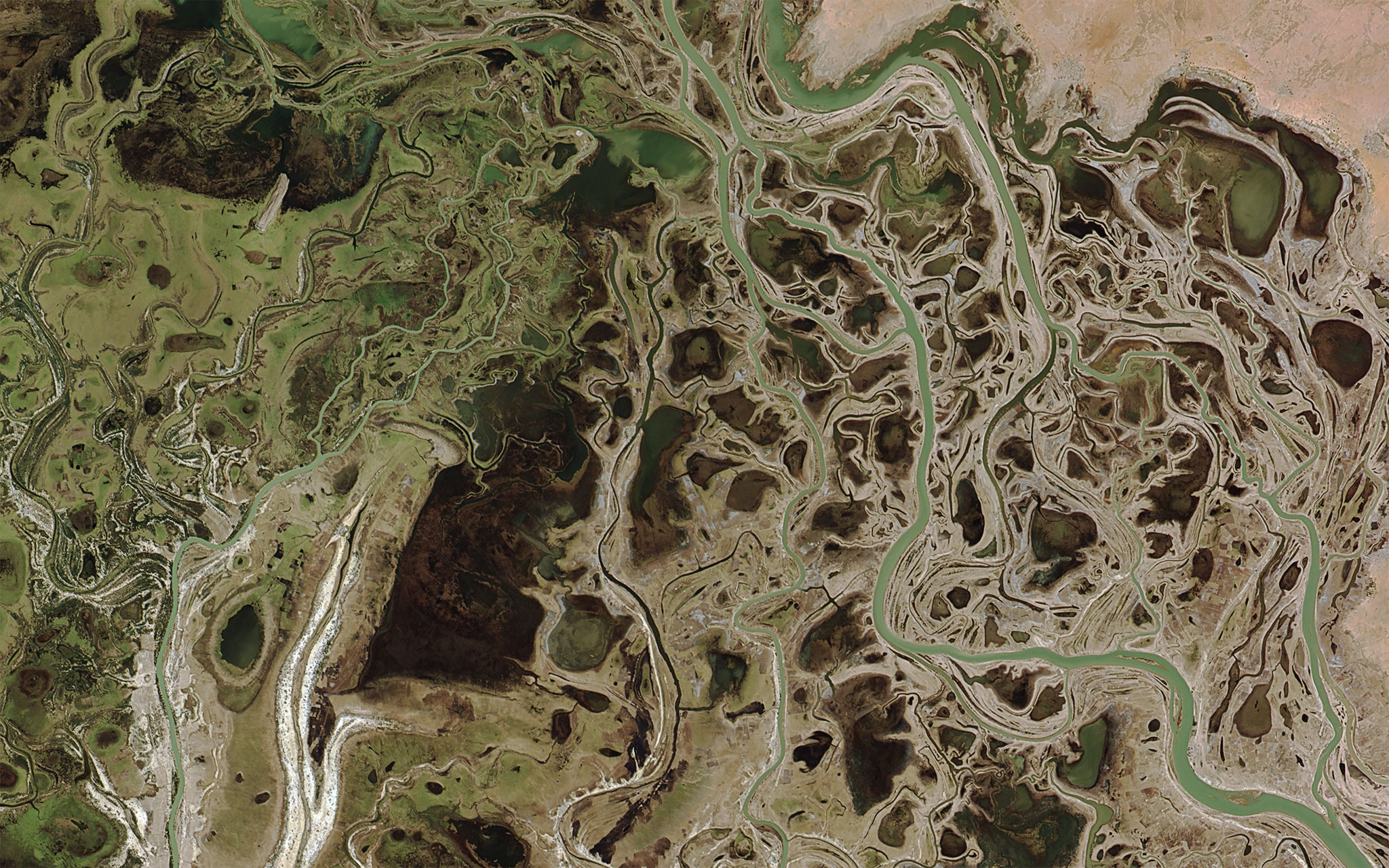
Wewnętrzna delta Nigru

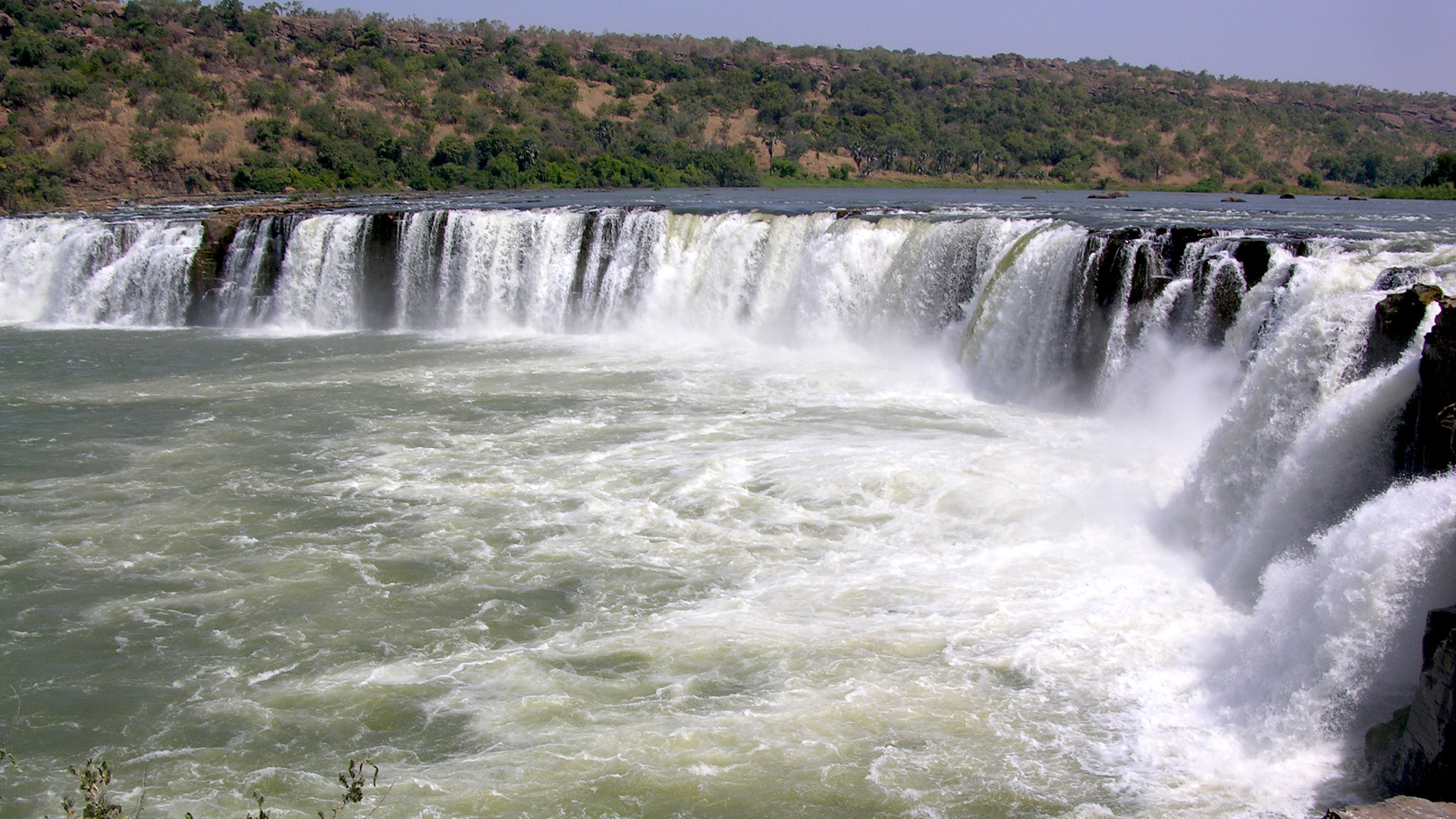
Wodospad Gouina na rzece Senegal

Sieć rzeczna Mali jest uboga . Rzeki stałe występują w południowej i środkowej części kraju. Północ charakteryzuje się licznymi rzekami okresowymi , a w strefie skrajnie suchej (na północ od 20°N) rzeki maja charakter epizodyczny – występują tu uedy.
System rzeczny Mali tworzą dwie duże rzeki – Niger i Senegal – z dopływami .
Niger przepływa przez Mali w kierunku północno-wschodnim na długości ponad 1600 km. Na rzece znajduje się wiele progów i jedna zapora . Przy Koulikoro rzeka wypełnia szeroką dolinę, a po dopływie Bani, tworzy deltę wewnętrzną, dzieląc się na labirynt większych i mniejszych rzek . Delta stanowi obszar bagien i sezonowych rozlewisk, tworzących w okresie wezbrań – liczne jeziora o łącznej powierzchni około 40 tysięcy km². Największe odnogi Nigru – Bara Issa i Issa Ber – łączą się ponownie w jeden ciek, który gwałtownie skręca przy Bourem na południowy wschód i płynie przez Gao i Ansongo do granicy z Nigerią .
Senegal formuje się na terytorium Mali z wód Bakoye i Bafing i płynie w kierunku północno-zachodnim na długości około 670 km . Rzeka tworzy dwa wodospady – Gouina, nazywany „Niagarą Mali” i Félou .
Zarówno Niger, jak i Senegal charakteryzują się dużymi wahaniami wodostanów, na które mają wpływ wahania opadów deszczu .

## Gleby
Pokrywa glebowa układa się w taki sam sposób, co strefy klimatyczne. Gleby poza doliną Nigru w Mali są ubogie . Południe kraju jest zdominowane przez żelaziste luwisole z ukazującymi się nierzadko pancerzami laterytowymi . Północna część (saharyjska) jest pokryta ermosolami – szkieletowymi glebami pustynnymi. Na zachodnich piaszczystych obszarach występują regosole.

## Flora

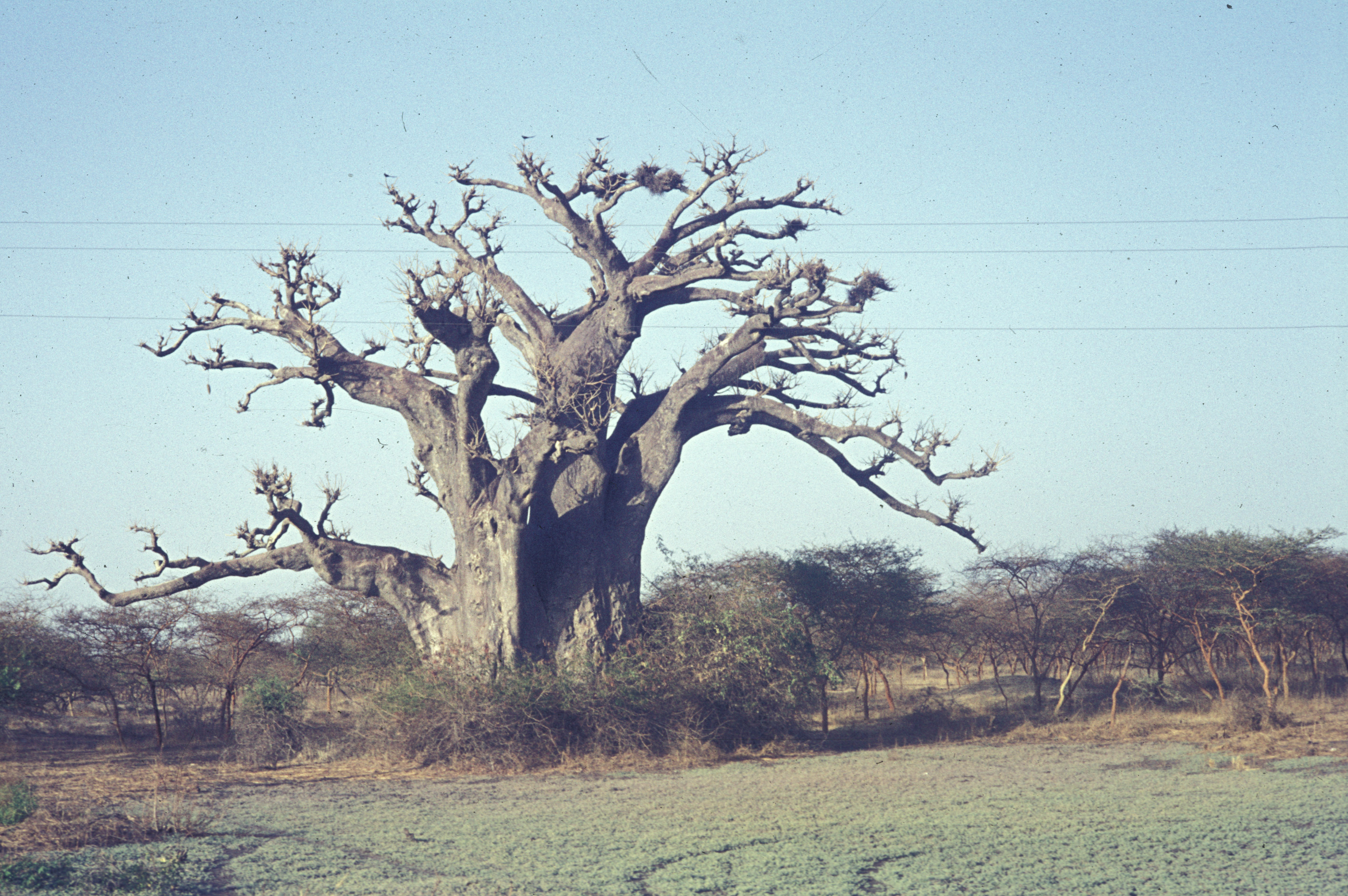
Baobab na północy Mali

Szata roślinna układa się według panujących warunków klimatycznych – im dalej na północ tym staje się coraz bardziej uboższa – przechodzi od sawanny do roślinności pustynnej i półpustynnej . Doliny górnego biegu Nigru porastają lasy galeriowe .
Południe kraju jest porośnięte wysokotrawiastą sawanną z licznymi drzewami, gdzie do głównych gatunków należą akacje, m.in. Parkia biglobosa, masłosze, Khaya senegalensis i drzewa kapokowe. Dalej na północ rosną trawy Cenchrus biflorus, baobaby i coraz więcej akacji, a także widlica tebańska i Acacia albida, która zrzuca liście nie w porze suchej, lecz deszczowej. Akacje sadzone są na uprawach sorgo, użyźniać glebę.
Obszar Sahelu, tuż na krawędzi pustyni, stanowi obszar ubogiej roślinności, gdzie drzewa rosną w dużym rozrzedzeniu. Jednym z nich jest ciekawy gatunek akacji – Acacia verek, z której pozyskuje się gumę arabską. Takie miejsca jak północny łuk Nigru w rejonie Timbuktu to obszar zdominowany przez krzewy. Dalej na północny roślinność stopniowo zanika. Na pustyniach pojawiają się gatunki efemeryczne, oraz odporne na upał i brak wody suchorośla i inne gatunki roślin kserofitycznych.

## Fauna
Na przestrzeni ostatnich stuleci wyginęło wiele gatunków wielkich ssaków, które jeszcze w XVIII w. zamieszkiwały terytorium Mali. Niewielkie grupy lwów występują w zakolu Nigru, na Falaise de Bandiagara i na zachodzie kraju. W zakolu Nigru spotkać można też słonie i żyrafy. Sawanny przemieszają antylopy, m.in. antylopowiec koński. Niger i jego deltę wewnętrzną zamieszkują hipopotamy. Na tereni Mali odntowano 127 gatunków ptaków, m.in. występują tu licznie strusie.
Na południowym zachodzie utworzono park narodowy nad rzeką Baoulé – Parc national de la Boucle du Baoulé , a na południe od niego rezerwat Fina.

## Ludność
W 2018 roku liczba ludności Mali wynosiła 19 078 000 mieszkańców . W 2020 roku szacowana jest na 19 553 397 mieszkańców, która podwoi się do 2035 roku . Mali charakteryzuje się młodą strukturą wiekową, spadającą śmiertelnością i wysokim współczynnikiem dzietności – 6 dzieci na kobietę (trzeci najwyższy na świecie), co zapewnia stały szybki wzrost populacji . Stolica kraju – Bamako – jest jednym z najszybciej rosnących miast Afryki – szacuje się, że liczba jego mieszkańców osiągnie ponad 2,6 miliona w 2020 roku .
Populacja Mali jest jedną z najbardziej zróżnicowanych pod względem etnicznym w Afryce. Na południu przeważa ludność Mande, środkową część kraju zamieszkują przede wszystkim ludy Fulbe a północną Tuaregowie i Maurowie.
Skład etniczny (szacunki na 2018 rok): 33,3% Bambara, 13,3% Fulbe, 9,8% Soninke, 9,6% Senufowie, 8,8% Malinke, 8,7% Dogonowie, 5,9% Songhajowie, 2,1% Bobo, 1,7% Tuaregowie, 6% inni Malijczycy, 0.4% z krajów Wspólnoty Gospodarczej Państw Afryki Zachodniej, 0,3% inni .
Wyznania (szacunki na 2018 rok): 93,9% muzułmanie, 2,8% chrześcijanie, 0.7% wyznawcy religii animistycznej, 2,5% ateiści .  
Mali ma długą historię sezonowych migracji i fal emigracji spowodowanych biedą, konfliktami, presją demograficzną, bezrobociem, brakiem żywności i suszami . W latach 2012–2013 wojna domowa, międzynarodowa interwencja wojskowa oraz niedobory żywności spowodowały migracje setek tysięcy Malijczyków na południe kraju i poza jego granice .

## Gospodarka
Mali zaliczane jest do 25 najbiedniejszych krajów świata i jest uzależnione od pomocy zagranicznej . W rankingu rozwoju społecznego ONZ z 2018 roku Mali zajmowało 182. miejsce na 189 krajów ujętych w zestawieniu.
Gospodarka Mali opiera się na rolnictwie, eksporcie bawełny, i wydobyciu i eksporcie złota . Głównymi odbiorcami eksportu Mali są (stan na 2017 rok): Szwajcaria, Zjednoczone Emiraty Arabskie,  Burkina Faso, Wybrzeże Kości Słoniowej, Południowa Afryka i Bangladesz .
80% ludności zajmuje się rolnictwem i rybołówstwem, a działalność przemysłowa koncentruje się na przetwarzaniu produktów rolnych . Uprawiane są przede wszystkim: bawełna, proso, ryż, kukurydza, orzeszki ziemne i warzywa .
W wyniku zamachu stanu w 2012 roku Mali popadło w recesję, jednak wzrost gospodarczy szybko odbił – w latach 2014–2017 wzrost PKB wyniósł 5% . Niestabilność polityczna i korupcja stanowią poważne przeszkody dla rozwoju gospodarczego kraju .
Złoża boksytów, diamentów, rud miedzi i rud żelaza, manganu i uranu nie są eksploatowane .